# Le Voyou (film, 1925)
Pour les articles homonymes, voir Voyou.
Pour plus de détails, voir Fiche technique et Distribution.
Le Voyou (Die Prinzessin und der Geiger) est un film muet britannico-allemand, réalisé par Graham Cutts sur un scénario d'Alfred Hitchcock, sorti en 1925.

## Synopsis
Le violoniste Michael Caviol fait carrière dans les cercles aristocratiques de la Russie tsariste. Pendant la révolution russe, il tombe amoureux d'une femme mariée, une princesse, qu'il réussira à sauver de l'exécution.

## Fiche technique
- Titre : Le Voyou
- Titre original : Die Prinzessin und der Geiger
- Titre anglais : The Blackguard
- Réalisation : Graham Cutts
- Scénario : Alfred Hitchcock d'après le roman de Raymond Paton, The Blackguard
- Photographie : Theodor Sparkuhl
- Décors : Alfred Hitchcock
- Assistant-réalisateur : Alfred Hitchcock
- Titres : Adrian Brunel (non crédité)
- Production : Erich Pommer et Michael Balcon pour Universum Film (UFA) et Gainsborough Pictures
- Pays de production : Royaume-Uni, Allemagne  République de Weimar
- Format : Noir et blanc - Film muet - 1,33:1
- Genre : Drame
- Date de sortie : 26 octobre 1925

## Distribution
- Jane Novak : la princesse Marie Idourska
- Walter Rilla : Michael Caviol
- Frank Stanmore : Pompouard
- Bernhard Goetzke : Adrian Lewinsky
- Martin Herzberg : Michael Caviol jeune
- Rosa Valetti : la grand-mère
- Dora Bergner : la duchesse
- Fritz Alberti : le peintre
- Robert Leffler : Leidner
- Alexander Murski : Vollmark
- Loni Nest : la princesse Marie jeune
- Robert Scholz : le grand-duc Paul

## Analyse
« Bien que se présentant comme une épopée historique, The Blackguard est essentiellement un mélodrame. L'histoire est moins celle d'Adrian Lewinski (Bernhard Goetzke), qui abandonne sa carrière comme violoniste de renommée mondiale pour diriger une révolution qui va changer le monde, que celle de son élève Michael Caviol (Walter Rilla). Michael est un jeune homme qui s'efforce d'échapper à un foyer violent, et doit évoluer à travers les périls de l'attention extrêmement affectueuse de son protecteur, un artiste dont le désir érotique s'affiche clairement dans le tableau qu'il peint de Michael nu, et concilier les exigences de son art (il est le brillant élève de Lewinski) avec son amour pour Maria (Jane Novak), l'épouse maltraitée d'un grand-duc égoïste. L'amour opposé au devoir, souvent cité par Hitchcock comme son thème essentiel, est ici central, peut-être moins comme dilemme moral que comme mécanisme douloureux. Le film s'attache à plusieurs reprises aux images d'un homme souffrant et d'une femme aux abois, aux contraintes qu'ils subissent et qui les tourmentent, et qui sont puissamment exprimées par ces rappels constants que ce sont les objets de surveillance visuelle. The Blackguard est une exploration de la puissance du regard, et pour Michael plus encore que pour Maria, tous deux impitoyablement observés et surveillés, c'est une marque de vulnérabilité et non de force. »

— Thomas Leitch, Leland Poague, A Companion to Alfred Hitchcock, John Wiley and Sons, 2011

## Autour du film
- Alfred Hitchcock cumule sur ce film les fonctions de scénariste, décorateur et assistant réalisateur.